# Viktor Vojtko
Viktor Vojtko (* 1. září 1978 Šumperk) je český politik a VŠ pedagog, od října 2021 poslanec Poslanecké sněmovny PČR. V letech 2018 až 2022 byl zastupitelem a náměstkem primátora města České Budějovice, v roce 2022 působil také jako radní města. Je členem hnutí STAN.

## Život
Vystudoval nejprve Střední průmyslovou školu elektrotechnickou v Mohelnici a následně obory informační management a marketing na Vysoké škole ekonomické v Praze (získal titul Ing.). Během studií a několik let poté podnikal v oblasti tvorby počítačového software. Také v této době spolupracoval na projektech zaměřených na podporu finanční gramotnosti a podnikavosti žáků základních škol.
Po přestěhování do jižních Čech (odkud pochází manželčina rodina) nastoupil na Jihočeskou univerzitu v Českých Budějovicích, kde vystudoval doktorské studium v oboru management a marketing (získal titul Ph.D.). V letech 2011 až 2015 zde působil ve funkci proděkana pro zahraniční vztahy na Ekonomické fakultě a v letech 2011 až 2018 vedl katedru obchodu a cestovního ruchu. Na univerzitě externě působil i dále, a to v oblasti výzkumu v cestovním ruchu, manažerských her i výuky.
Viktor Vojtko žije od roku 2005 ve městě České Budějovice, konkrétně v části Nemanice. S manželkou Ivanou mají dvě děti – syna Jakuba a dceru Kateřinu.

## Politické působení
V komunálních volbách v roce 2018 byl jako člen hnutí STAN zvolen z pozice lídra kandidátky „STAROSTOVÉ A NEZÁVISLÍ a Čisté Budějovice“ zastupitelem města České Budějovice. V polovině listopadu 2018 se pak stal náměstkem primátora pro školství, sociální věci a cestovní ruch. Po zvolení poslancem na post náměstka primátora v únoru 2022 rezignoval a vzápětí se stal radním města pro informační technologie a cestovní ruch.
V komunálních volbách v roce 2022 kandidoval do zastupitelstva Českých Budějovic z 5. místa kandidátky hnutí STAN. Mandát zastupitele města se mu však nepodařilo obhájit.
V krajských volbách v roce 2020 kandidoval za hnutí STAN do Zastupitelstva Jihočeského kraje, ale neuspěl.
Ve volbách do Poslanecké sněmovny PČR v roce 2021 kandidoval jako člen hnutí STAN na 2. místě kandidátky koalice Piráti a Starostové v Jihočeském kraji a byl zvolen poslancem. V červenci 2022 byl zvolen členem předsednictva hnutí STAN. V lednu 2025 oznámil, že ve volbách do Poslanecké sněmovny PČR na podzim 2025 již nebude kandidovat, důvodem je dle něho časová nepředvídatelnost jednání Sněmovny. V květnu 2025 obhájil funkci člena předsednictva hnutí STAN.